# Farkas Bolyai
Farkas Bolyai (9 de febrero de 1775 - 20 de noviembre de 1856), también conocido como Wolfgang Bolyai en Alemania, fue un matemático húngaro, conocido sobre todo por su trabajo en geometría. Fue un gran amigo del célebre matemático alemán Carl Friedrich Gauss y padre de János Bolyai, del que más tarde se enemistó.

## Biografía
Bolyai nació en Bolya, actual Rumania. Su padre era Gáspár Bolyai y su madre Krisztina Vajna. Su padre enseñó a Farkas en casa hasta los seis años, cuando fue enviado a la escuela calvinista en Nagyszeben. Sus profesores reconocieron su talento en aritmética y en el aprendizaje de idiomas. Aprendió latín y hebreo, y más tarde también francés, italiano e inglés.

## Tutor
A los 12 años dejó la escuela y fue nombrado tutor del hijo de ocho años del conde Kemény. Esto significó que Bolyai fue tratado como miembro de una de las familias más importantes del país, y se convirtió no solo en un tutor sino en un verdadero amigo del hijo del conde. En 1790, Bolyai y su alumno ingresaron en el Colegio Calvinista de Kolozsvár, donde pasaron cinco años.